# Matt Halischuk
Matthew „Matt“ Halischuk (* 1. Juni 1988 in Toronto, Ontario) ist ein ehemaliger kanadischer Eishockeyspieler, der im Verlauf seiner Karriere zwischen 2004 und 2017 unter anderem 298 Spiele für die New Jersey Devils, Nashville Predators und Winnipeg Jets in der National Hockey League (NHL) auf der Position des rechten Flügelstürmers bestritten hat.

## Karriere
Matt Halischuk begann seine Karriere als Eishockeyspieler in der kanadischen Juniorenliga Ontario Hockey League, in der er von 2004 bis 2008 für die Toronto St. Michael’s Majors und Kitchener Rangers aktiv war, wobei er mit Kitchener in der Saison 2007/08 den Ed Chynoweth Cup gewann. Der Angreifer war zuvor bereits im NHL Entry Draft 2007 in der vierten Runde als insgesamt 117. Spieler von den New Jersey Devils ausgewählt worden, für die er am 29. Oktober 2008 im Spiel gegen die Toronto Maple Leafs sein Debüt in der National Hockey League gab. In dieser Partie erzielte er zudem seinen ersten Assist in der NHL. Dies blieb allerdings sein einziger Einsatz der Spielzeit, so dass der Rechtsschütze den Rest der Saison bei den Lowell Devils aus der American Hockey League verbrachte. Für die Saison 2009/10 wurde der Kanadier erneut in den NHL-Kader der New Jersey Devils aufgenommen.
Am 19. Juni 2011 wurde Halischuk gemeinsam mit einem Zweitrunden-Wahlrecht im NHL Entry Draft 2011 im Austausch für Jason Arnott zu den Nashville Predators transferiert. Dort etablierte er sich in der Saison 2011/12 als Stammspieler und absolvierte mit 73 Einsätzen mehr als in seiner gesamten NHL-Karriere zuvor. Im Juli 2013 unterzeichnete er einen Vertrag über ein Jahr mit dem Winnipeg Jets, der nach in der Folge zweimal verlängert wurde. Die Saison 2015/16 begann Halischuk allerdings in der AHL bei den Manitoba Moose, nachdem er in den Vorsaisons ausschließlich NHL gespielt hatte. Nach der Spielzeit wurde sein auslaufender Vertrag nicht verlängert, sodass sich der Angreifer zu einem Wechsel nach Europa entschloss und sich im Oktober 2016 den Iserlohn Roosters aus der Deutschen Eishockey Liga (DEL) anschloss. Am 23. Januar 2017 trennte man sich. Anschließend beendete Halischuk im Alter von 29 Jahren seine Karriere vorzeitig.

### International
Für Kanada nahm Halischuk an der U20-Junioren-Weltmeisterschaft 2008 teil, bei der er mit der Auswahl Weltmeister wurde. Dabei erzielte der Stürmer im Finalspiel gegen Schweden das siegbringende Tor beim 3:2-Sieg in der Verlängerung. Insgesamt kam er in sieben Turnierspielen auf fünf Scorerpunkte.

## Erfolge und Auszeichnungen
- 2008 J.-Ross-Robertson-Cup-Gewinn mit den Kitchener Rangers
- 2008 OHL First All-Star Team
- 2008 George Parsons Trophy

### International
- 2008 Goldmedaille bei der U20-Junioren-Weltmeisterschaft

## Karrierestatistik

### International
Vertrat Kanada bei:
- World U-17 Hockey Challenge 2005
- U20-Junioren-Weltmeisterschaft 2008

(Legende zur Spielerstatistik: Sp oder GP = absolvierte Spiele; T oder G = erzielte Tore; V oder A = erzielte Assists; Pkt oder Pts = erzielte Scorerpunkte; SM oder PIM = erhaltene Strafminuten; +/− = Plus/Minus-Bilanz; PP = erzielte Überzahltore; SH = erzielte Unterzahltore; GW = erzielte Siegtore; 1 Play-downs/Relegation; Kursiv: Statistik nicht vollständig)